# Jung Bo-ram
Pour les articles homonymes, voir Jung.
Dans ce nom coréen, le nom de famille, Jung, précède le nom personnel.
Jung Bo-ram, née le 22 juillet 1991, est une footballeuse internationale sud-coréenne évoluant au poste de gardien de but au Hwacheon KSPO. Elle fait également partie de l'équipe nationale depuis 2016.